# Prasečí ocásek

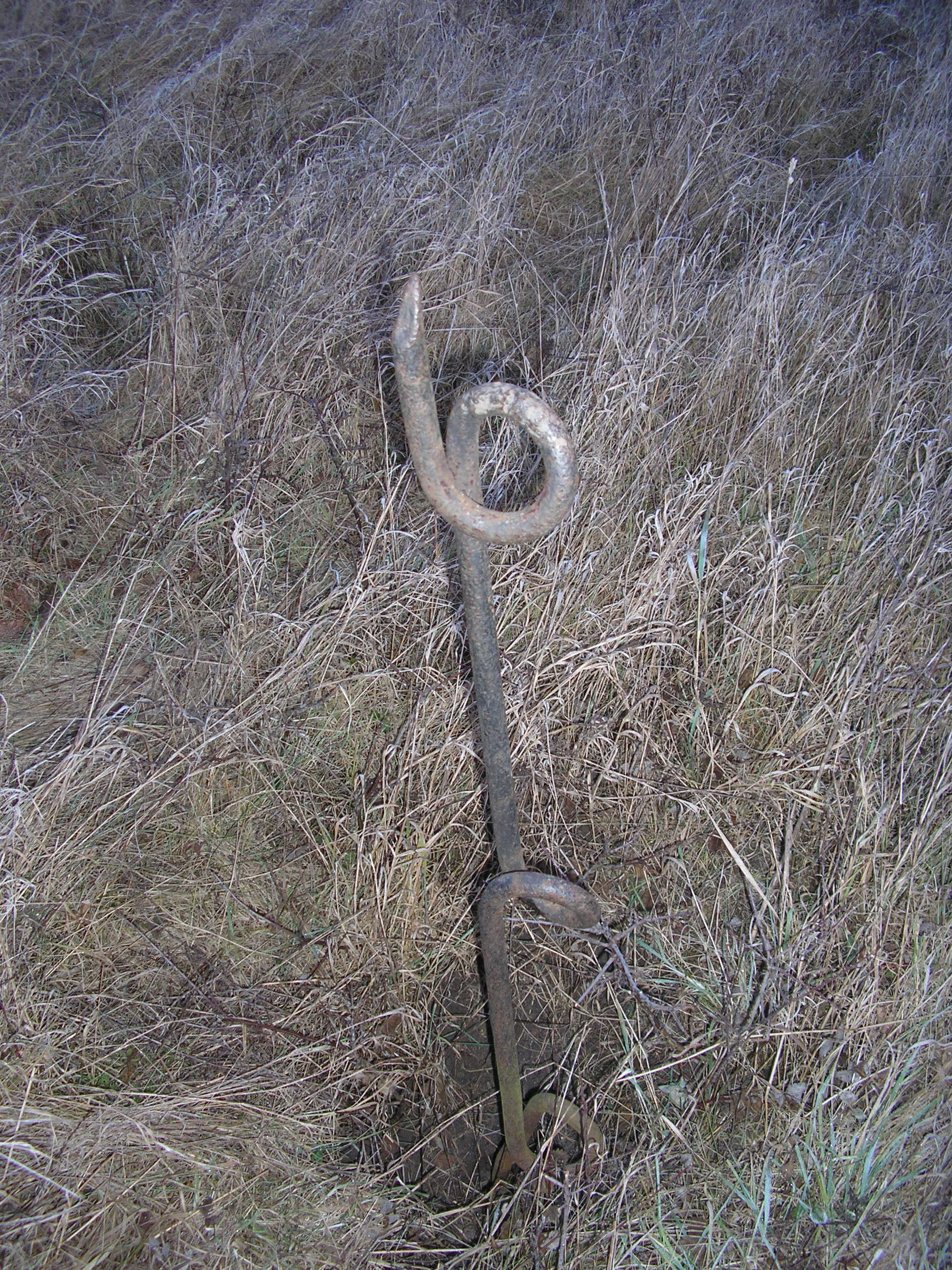
Prasečí ocásek

Prasečí ocásek je zlidovělý název pro překážku ze železné kulatiny s jedním až čtyřmi oky, na které se připevňoval ostnatý drát. Druhý konec byl buď zalitý v betonovém kvádru nebo byl opatřen šroubovicí pro zakotvení do zeminy. Tento druh překážek se již používal od dob fortových pevností.
Prasečí ocásky se též používaly i ve stropní části jednotlivých pevnostních objektů – v tomto případě jako úchyt pro maskování (maskovací sítě, větvě stromů, drátěné sítě s propleteným kamením, etc.). Měly pouze jedno oko a byly zatočeny směrem dolů, vyráběly se z betonářské kulatiny od r12 do r18.

## Na československém opevnění

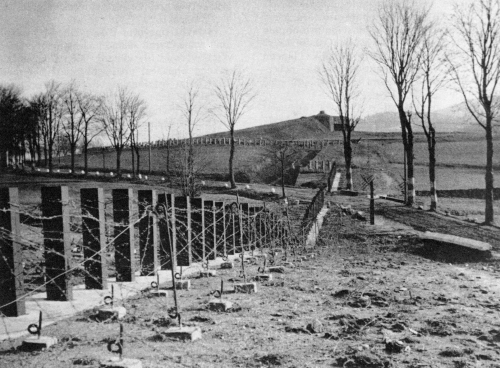
Tzv. prasečí ocásek a železobetonový práh protínající silnici z Mladkova do Lichkova

Prasečí ocásky byly v Československu nejpoužívanějším typem překážek v rámci pevnostního překážkového systému. Byly umisťovány v různých kombinacích včetně spojení s protitankovou překážkou.
Po záboru československého pohraničí v roce 1938 přešla většina překážkového systému složeného z prasečích ocásků do rukou nacistické wehrmacht. Jejich následující osud byl dvojí. V prvé řadě se při rozebírání překážkového systému rozbíjely betonové patky, ve kterých byl prasečí ocásek uchycen a následně se odvážel do hutí k dalšímu zpracování, a nebo byl odvážen na nově vznikající nacistická opevnění po celé Evropě.